# شهرستان سابینسکی
شهرستان سابینسکی (به لاتین: Sabinsky District) یک شهرستان در روسیه است که در تاتارستان واقع شده‌است.